# Varga (Baranya)
Varga est un village et une commune du comitat de Baranya en Hongrie.